# Lần đầu tiên (phim)
Lần đầu tiên (tiếng Anh: I Kissed a Girl; tiếng Pháp: Toute première fois) là một bộ phim hài năm 2015 của Pháp do Noémie Saglio và Maxime Govare đạo diễn. Tựa phim gốc là "Toute première fois" (tiếng Anh: Very first time) đề cập đến chuyện một anh chàng đồng tính quan hệ tình dục với một cô gái, và câu chuyện về anh chàng đã đính hôn, nhưng cân nhắc bỏ bạn trai sau khi bắt đầu một mối quan hệ với một cô gái.